# USS Olympia (C-6)
USS Olympia – amerykański krążownik pancernopokładowy z końca XIX wieku, pojedynczy okręt swojego typu, zachowany jako okręt-muzeum. Klasyfikowany jako krążownik I klasy. Służył bojowo podczas wojny amerykańsko-hiszpańskiej, biorąc udział w bitwie w Zatoce Manilskiej, a następnie służył podczas I wojny światowej. 

## Projekt i budowa
W ciągu kilku lat od rozpoczęcia programu budowy nowych krążowników w 1883 roku, zaczynając od „Chicago”, amerykańscy konstruktorzy osiągnęli poziom doświadczenia umożliwiający konstruowanie nowoczesnych udanych krążowników, który został skumulowany w projekcie „Olympii”. Jego zamówienie zatwierdził Kongres USA ustawą z 7 września 1888 roku. Z oznaczeniem burtowym C-6 był on dziewiątym z amerykańskich krążowników pancernopokładowych, aczkolwiek pierwsze trzy nienumerowane, włącznie z „Chicago”, miały jedynie słabe częściowe opancerzenie. Prace nad projektem rozpoczęto w 1888 roku, ale przeciągnęły się dłuższy czas z powodu zmiennych koncepcji, obejmujących okręty o wyporności od 4 do 14 tysięcy ton. Ostatecznie zdecydowano się na krążownik średnich rozmiarów, mający rozwijać prędkość ponad 20 węzłów, uzbrojony w cztery działa kalibru 203 mm. Projekt wstępny powstał w kwietniu 1890 roku.
Okręt został zamówiony w stoczni Union Iron Works w San Francisco, a stępkę położono 17 czerwca 1891 roku. Wodowanie miało miejsce 5 listopada 1892 roku. Okręt otrzymał nazwę „Olympia” od miasta – stolicy stanu Waszyngton. Okręt miał być ukończony 1 kwietnia 1893 roku, lecz wyposażanie przedłużyło się, bez winy stoczni, między innymi w oczekiwaniu na artylerię i przeprojektowanie wewnętrznych pomieszczeń. Wszedł w końcu do służby prawie dwa lata później 5 lutego 1895 roku. Koszt budowy wyniósł 2 096 000 dolarów bez uzbrojenia, a ogółem ok. 2,6 miliona dolarów (równowartość 540 tysięcy funtów), co było wysoką ceną za okręt takiej klasy i wielkości. Stocznia przy tym otrzymała 300 tysięcy dolarów premii za przekroczenie prędkości kontraktowej. Konstruktorom udało się stworzyć umiarkowany co do wielkości lecz silnie uzbrojony i dobrze opancerzony oraz szybki okręt. Mimo stosunkowo lekkiego kadłuba, wysoka jakość budowy nie powodowała problemów z tym związanych.

## Opis techniczny

### Architektura i kadłub

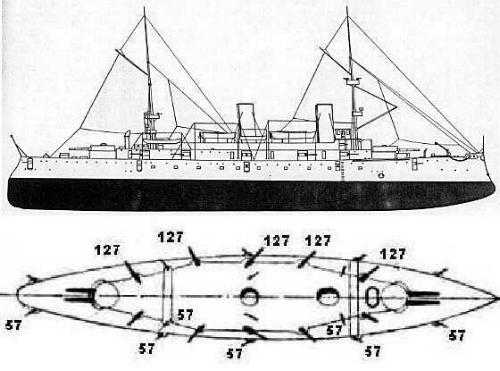
Schemat okrętu

Wyporność normalna wynosiła początkowo 5865 ts (długich ton), pełna 6558 ts. Długość całkowita wynosiła 104,88 m, a na linii wodnej 103,63 m. Szerokość wynosiła 16,18 m, a zanurzenie 7,57 m.
Załoga liczyła od 411 do 447 osób.

### Uzbrojenie
Główną artylerię stanowiły cztery armaty kalibru 203 mm Mk III o nominalnej długości lufy L/35 (35 kalibrów) w dwóch wieżach na dziobie i rufie. Faktyczna długość lufy wynosiła L/36,9 (7493 mm). Strzelały one pociskami o masie 113,4 kg. Szybkostrzelność wynosiła strzał na minutę, a po zastosowaniu prochu bezdymnego strzał na 40 sekund. „Olympia” miała działa o numerach od 34 do 37. Wieża Mk VI umożliwiała kąt podniesienia lufy do 13°, natomiast przy kącie podniesienia 15° donośność tego działa wynosiła 9,6 km.
Artylerię średnią stanowiło 10 dział kalibru 127 mm L/40 w kazamatach nadbudówki. Uzupełniało je 14 dział 6-funtowych (57 mm) i sześć 1-funtowych (37 mm). Na każdej z burt umieszczone było po pięć dział kalibru 127 mm w opancerzonych kazamatach, w tym jedno na śródokręciu i po dwa bliżej dziobu i rufy. Zapas amunicji 127 mm – 964 pociski, był jednak uważany za mały. Okręt ponadto miał sześć nadwodnych wyrzutni torped kalibru 457 mm (18 cali).
Pod koniec 1915 roku zdjęto uzbrojenie główne i średnie, po czym od początku 1916 roku uzbrojenie tworzyło 12 armat kalibru 102 mm, w tym dwie na miejscu dawnych wież, ponadto 4 działa kalibru 57 mm. Już w 1900 roku usunięto wyrzutnie torped. W 1917 roku okręt uzbrojono w dziesięć nowych armat kalibru 127 mm L/51, w tym dwie na miejscu dawnych wież, a osiem w kazamatach. Uzupełniały je wówczas dwa działka kalibru 37 mm.

### Opancerzenie
Opancerzenie zapewniał wewnętrzny pokład pancerny typowy dla krążowników pancernopokładowych, o grubości 51 mm na większości płaskiej części i 102 mm nad maszynownią. Na bocznych skosach pancerz miał grubość 76 mm, a w rejonie maszynowni 120 mm. Pokład znajdował się przy normalnej wyporności na wysokości ok. 0,3 m nad linią wodną, a skosy dochodziły do burt na 1,37 m pod nią. Ochronę burt w razie przebicia wzmacniał pas koferdamów na linii wodnej, na zewnątrz skosów pancerza, o grubości 0,84 m i wysokości 2,59 m, zapełnionych celulozą, która miała w założeniach zatykać przebicia.
Artylerię główną chroniły barbety grubości 114 mm (stal niklowa) oraz przykrywające je wieże grubości 89 mm (stal Harveya). Kazamaty dział 127 mm miały opancerzenie grubości od 51 do 102 mm. Artyleria pomocnicza kalibru 57 mm była chroniona maskami grubości 51 mm. Pancerz grubości 127 mm miała ponadto wieża dowodzenia. Masa pancerza sięgała ok. 920 ton (15,6% wyporności normalnej).

### Napęd
Napęd stanowiły początkowo dwie pionowe maszyny parowe potrójnego rozprężania, o indykowanej mocy projektowej 13 500 KM, zapewniającej osiąganie prędkości 20 węzłów. Faktycznie na próbach przy niższej od normalnej wyporności 5600 ton osiągnięto moc indykowaną 17 131 KM i prędkość 21,69 węzła. Maszyny napędzały dwa wały śrub. Były zasilane w parę przez sześć cylindrycznych kotłów płomieniówkowych, w tym dwa podwójne i cztery pojedyncze. Kotłownia była dość konserwatywna i miała większą masę i dłuższy czas podnoszenia pary od nowocześniejszych kotłów wodnorurkowych, lecz była łatwiejsza w naprawach i konserwacji, zwłaszcza w słabo przygotowanych portach, i nie sprawiała problemów eksploatacyjnych. Normalny zapas węgla wynosił 400 t, a maksymalny 1093 t (projektowany maksymalny zapas węgla wynosił 1300 ton). Zasięg wynosił 6100 mil morskich przy prędkości 10 w. Początkowo przewidywano też stosowanie pomocniczego ożaglowania typu szkuner.

## Służba

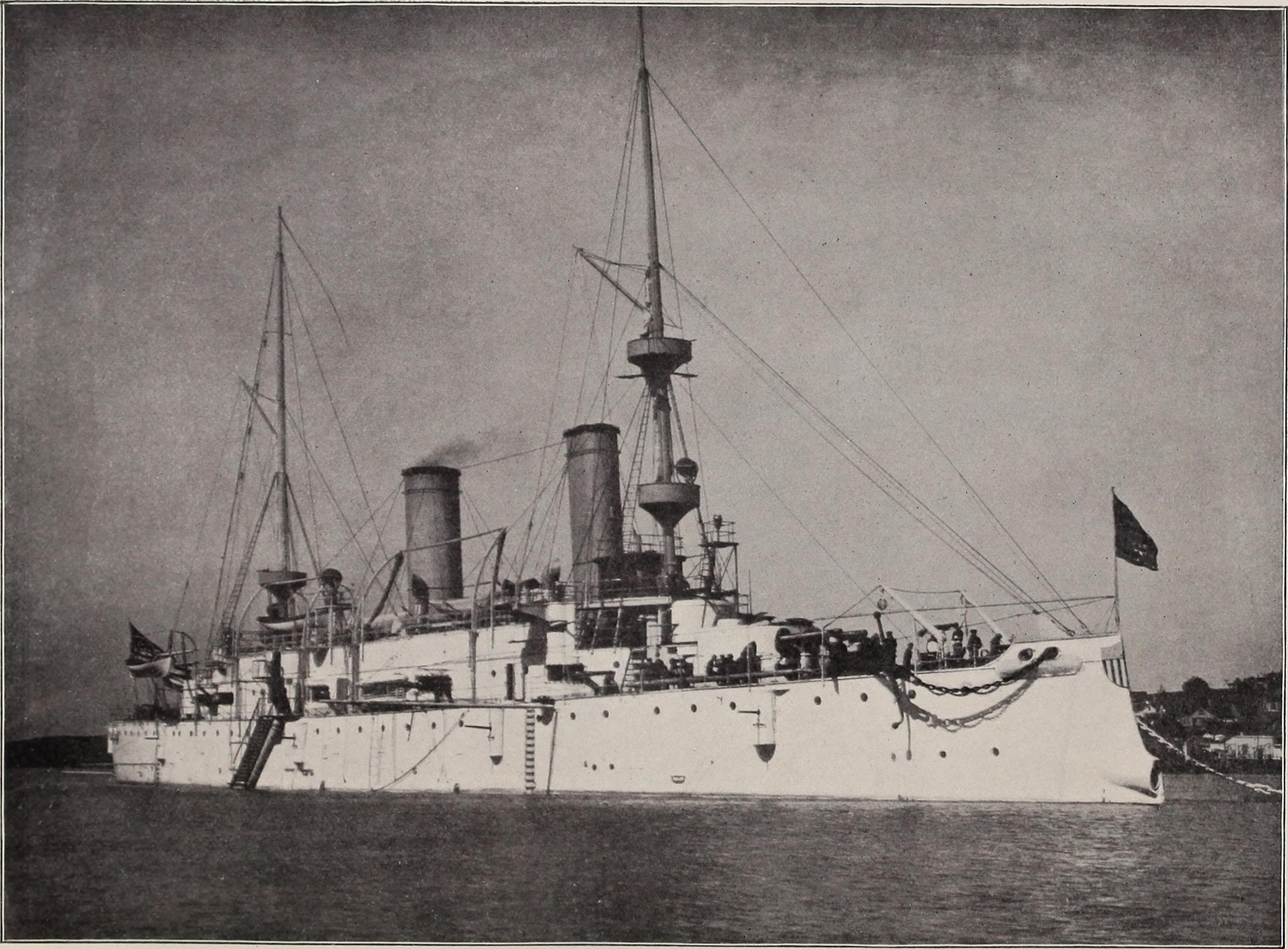
„Olympia” w 1899

Podczas wojny amerykańsko-hiszpańskiej, 1 maja 1898 roku „Olympia” jako okręt flagowy admirała George′a Deweya wzięła udział w bitwie w Zatoce Manilskiej, mając udział w zniszczeniu słabszego hiszpańskiego zespołu. Zwłaszcza w bitwie przydatna okazała się szybkostrzelna artyleria średnia, przy braku silnie opancerzonych przeciwników.
2 kwietnia 1906 roku okręt został przeznaczony do celów szkolnych. Pod koniec 1915 roku rozpoczęto przezbrojenie krążownika, zdejmując artylerię główną i średnią i czasowo ustawiając w 1916 roku 12 armat kalibru 102 mm. 
Po przystąpieniu USA do I wojny światowej, 13 kwietnia 1917 roku „Olympia” stała się okrętem flagowym sił patrolowych w rejonie Nowego Jorku. 25 czerwca 1917 roku jednak uszkodziła dno na skałach, po czym została skierowana do remontu, zakończonego w grudniu. Otrzymała docelowo uzbrojenie z dziesięciu armat kalibru 127 mm L/51. Służyła w eskorcie konwojów na Atlantyku. Pod koniec wojny, od 24 maja do 13 listopada 1918 roku służyła w amerykańskich siłach interweniujących w wojnie domowej w Rosji na północy (Murmańsk i Archangielsk). 

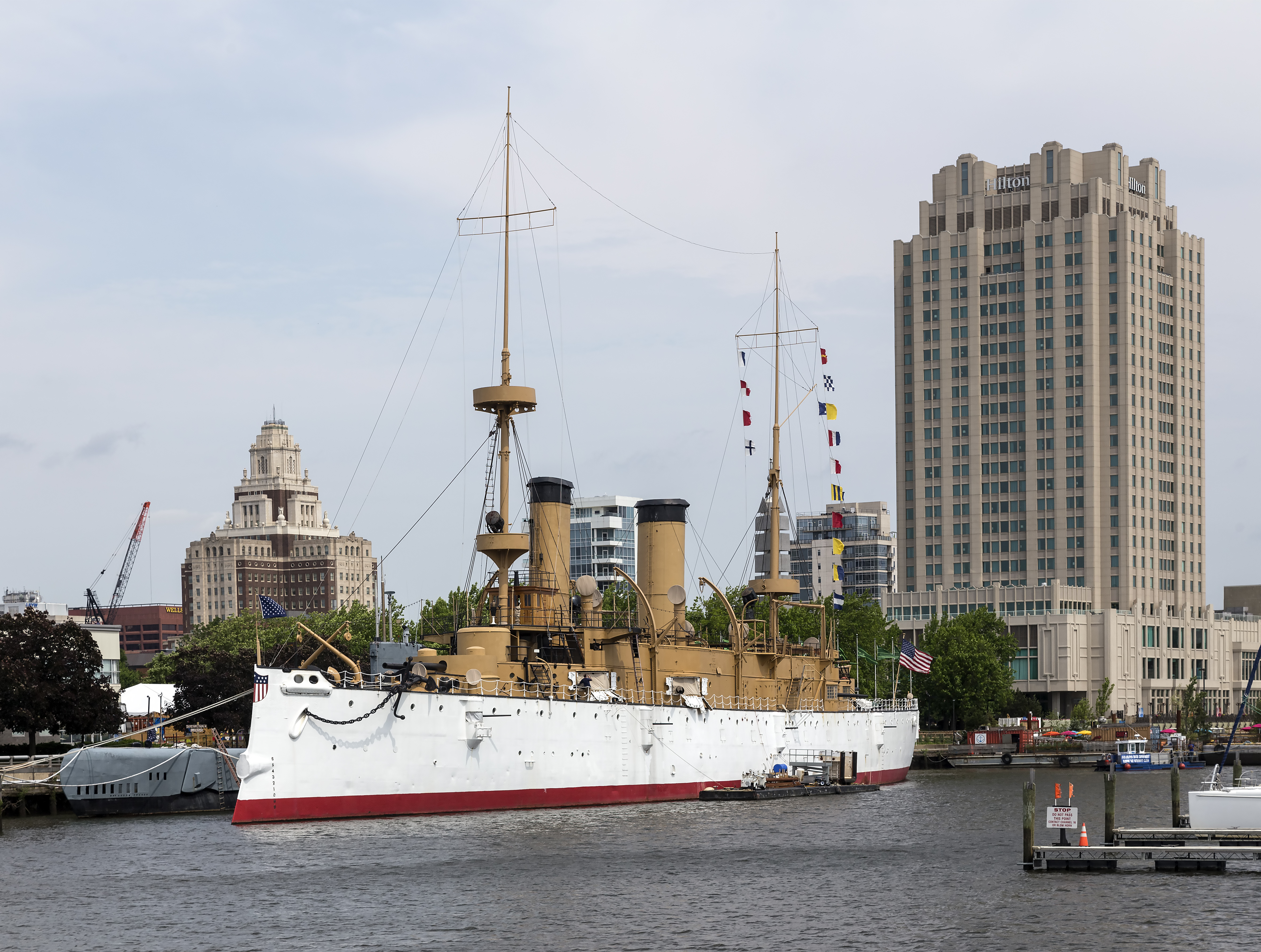
„Olympia” jako okręt-muzeum

Po wojnie w latach 1919-1921 okręt służył na Morzu Śródziemnym.
17 lipca 1920 roku otrzymał nowe oznaczenie burtowe CA-15 (z grupy krążowników ciężkich), następnie zmienione na CL-15 (z grupy krążowników lekkich). Służył na Atlantyku, a 9 listopada 1921 roku przywiózł z Francji szczątki „nieznanego żołnierza”. 
Został wycofany ze służby 9 grudnia 1922 roku. Został następnie zachowany, a od 6 października 1958 roku stał się okrętem-muzeum w Filadelfii.